# Afelidie
Afelidie jsou druhově málo početným kmenem (Aphelidiomycota syn. Aphelida), resp. jeho jedinou třídou (Aphelidiomycetes syn. Aphelidea) jednobuněčných opistokontních eukaryot. Dříve byly považovány za část pravděpodobně parafyletického nadkmene Opisthosporidia jakožto sesterské skupiny hub. V současnosti (2020) jsou považovány za součást jedné z bazálních vývojových větví hub, která odpovídá taxonomické podříši Aphelidiomyceta. Jedná se vesměs o vnitrobuněčné parazitoidy mořských nebo sladkovodních řas fytoplanktonu.
Přestože jsou druhově nepočetné a ekologicky nevýznamné, jsou významné z fylogenetického hlediska, protože ukazují, jak mohl vypadat společný předek všech „vlastních hub“ (klad Eumycota). Z výsledků fylogenetických studií totiž vyplývá, že se vyvinuly z komplexního, volně žijícího předka podobného afelidiím, který ztratil schopnost fagotrofie a stal se osmotrofickým.

## Struktura a životní cyklus

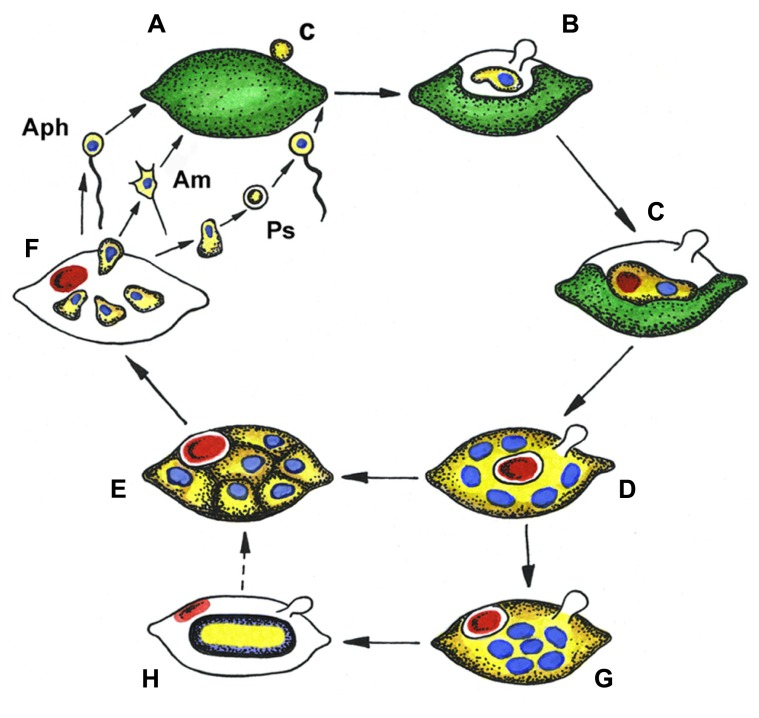
Schéma životního cyklu tří druhů afelidií: Aphelidium (Aph), Amoeboaphelidium (Am) a Pseudaphelidium (Ps). A – kontakt zoospory s povrchem buňky hostitele, B – vniknutí do hostitelovy buňky, C – améboidní parazit s jedním jádrem (modře) se živí obsahem hostitelovy buňky, D – mnohojaderné plazmodium se zbytkovým tělískem (červeně) vyplní celý prostor hostitelovy buňky, E – dělení pazmodia na jednojaderné buňky, F – zralé zoospory opouštějí hostitelovu buňku, G – tvorba klidové spory, H – klidová spora.

Životní cyklus afelidií je podobný u všech druhů taxonu.
Pohyblivé zoospory mohou být bičíkaté, s funkčním nebo zakrnělým zadním bičíkem tvořeným devíti obvodovými a dvěma centrálními svazky mikrotubulů (např. u rodu Aphelidium), nebo améboidní, s jednou nebo více panožkami, které mohou být široké (např. „lamellipodia“ u Paraphelidium tribonematis) nebo tenké (např. „filopodia“ u Aphelidium desmodesmi). Zoospory mohou být také kulaté nebo oválné a bez panožek (např. u Pseudaphelidium drebesii).
Pohyblivá zoospora se přiblíží k hostiteli, přilne k jeho povrchu, zapouzdří se na něm a proniká dovnitř, přičemž zadní vakuola v cystě tlačí její obsah penetrační trubičkou průnikového aparátu do hostitelovy buňky. Endobiotický parazitoid se stává fágotrofní amébou, roste a pohlcuje hostitelskou cytoplazmu, až je z ní nakonec plazmodium obsahující pouze jedno nebo dvě zbytková tělíska. V dospělosti je plazmodium vícejaderné, s centrální vakuolou a zbytkovým exkrečním tělískem. Plazmodium se dělí na četné jednojaderné buňky, které se následně uvolňují z prázdné hostitelské buňky, aby dále infikovaly další hostitelovy buňky. Ve vyprázdněném sporangiu může příležitostně zůstat neuvolněná zoospora, prázdná cysta zoospor může, ale nemusí přetrvávat. V průběhu životního cyklu se mohou, ale nemusejí vytvářet klidové, silnostěnné spory.

## Ekologie a hostitelé
Afelidie se vyskytují zejména v eutrofních, tedy na živiny bohatých vodách. Parazitují na jednobuněčných nebo vláknitých řasách, většinou ve fytoplanktonu, ale existují také půdní (bentické) či epifytické druhy.
Jako hostitele využívají některé druhy zelených řas (Chlorophyta), různobrvek (Xanthophyceae) a rozsivek (Bacillariophyta). Většina druhů parazituje na zelených řasách rodu Chlorococcum a podobných druzích nebo na různobrvce Tribonema gayanum, která se často využívá pro laboratorní kultury afelidií. Jednotlivé druhy i jednotlivé formy v rámci jednoho druhu mohou být specifické pro daného hostitele a jsou specializované pouze na jeden nebo několik druhů řas. Byly popsány podstatné genetické rozdíly mezi formami stejného druhu z různých zeměpisných oblastí původu.

## Taxonomie

### Zařazení v systému eukaryot
Postavení afelidií bylo dlouho nejasné. Poté, co byli prvoci a jejich dvě hlavní skupiny, tedy bičíkovci a kořenonožci, odhaleni jako nepřirozené (polyfyletické) taxony, poukazovaly první fylogenetické analýzy na základě molekulárně biologických a genetických znaků na blízkost k živočichům a houbám. Na základně podrobnějších analýz pak byly považovány za část nadkmene Opisthosporidia (jakožto sesterské skupiny hub), který je však podle nových poznatků pravděpodobně parafyletický. V současnosti (2020) jsou afelidie klasifikovány jako součást jedné z bazálních vývojových větví hub, odpovídající taxonomické podříši Aphelidiomyceta. Patří tedy v rámci eukaryot do následujících taxonů:
- Superskupina nejvyšší úrovně: Amorphea Adl et al., 2012[pozn. 3]
- Superskupina vyšší úrovně: Obazoa Brown et al. 2013[pozn. 4]
- Superskupina nižší úrovně: Opisthokonta Cavalier-Smith, 1987[pozn. 5] emend. Adl et al., 2005[pozn. 6]
- Nadříše: Holomycota Y. Liu, 2009[pozn. 7] syn. Nucletmycea M.W. Brown, 2009[pozn. 8]
- Říše: Fungi R.T. Moore, 1980[pozn. 9] – houby
- Podříše: Aphelidiomyceta Tedersoo et al., 2018[pozn. 10]
- Kmen/oddělení: Aphelidiomycota Tedersoo et al., 2018[pozn. 11] syn. Aphelida Karpov et al., 2014[pozn. 12]
- Podkmen: Aphelidiomycotina Tedersoo et al., 2018[pozn. 13]
- Třída: Aphelidiomycetes Tedersoo et al., 2018[pozn. 14] syn. Aphelidea B.V. Gromov, 2000[pozn. 15]

Fylogenetické postavení ukazuje následující fylogenetický strom:

| Rozellomyceta   | mikrosporidie a kryptomycety (Cryptomycota = Rozellida)                                      |
|                 | mikrosporidie a kryptomycety (Cryptomycota = Rozellida)                                      |
|                 | \| Aphelidiomyceta \| afelidie \| \| \| afelidie \| \| \| pravé houby (Eumycota) \| \| \| \| |
|                 |                                                                                              |
| Aphelidiomyceta | afelidie                                                                                     |
|                 | afelidie                                                                                     |
|                 | pravé houby (Eumycota)                                                                       |
|                 |                                                                                              |

| Aphelidiomyceta | afelidie               |
|                 | afelidie               |
|                 | pravé houby (Eumycota) |
|                 |                        |

| Rozellomyceta   | mikrosporidie a kryptomycety (Cryptomycota = Rozellida)                                      |
|                 | mikrosporidie a kryptomycety (Cryptomycota = Rozellida)                                      |
|                 | \| Aphelidiomyceta \| afelidie \| \| \| afelidie \| \| \| pravé houby (Eumycota) \| \| \| \| |
|                 |                                                                                              |
| Aphelidiomyceta | afelidie                                                                                     |
|                 | afelidie                                                                                     |
|                 | pravé houby (Eumycota)                                                                       |
|                 |                                                                                              |

| Aphelidiomyceta | afelidie               |
|                 | afelidie               |
|                 | pravé houby (Eumycota) |
|                 |                        |

| Rozellomyceta   | mikrosporidie a kryptomycety (Cryptomycota = Rozellida)                                      |
|                 | mikrosporidie a kryptomycety (Cryptomycota = Rozellida)                                      |
|                 | \| Aphelidiomyceta \| afelidie \| \| \| afelidie \| \| \| pravé houby (Eumycota) \| \| \| \| |
|                 |                                                                                              |
| Aphelidiomyceta | afelidie                                                                                     |
|                 | afelidie                                                                                     |
|                 | pravé houby (Eumycota)                                                                       |
|                 |                                                                                              |

| Aphelidiomyceta | afelidie               |
|                 | afelidie               |
|                 | pravé houby (Eumycota) |
|                 |                        |

| Rozellomyceta   | mikrosporidie a kryptomycety (Cryptomycota = Rozellida)                                      |
|                 | mikrosporidie a kryptomycety (Cryptomycota = Rozellida)                                      |
|                 | \| Aphelidiomyceta \| afelidie \| \| \| afelidie \| \| \| pravé houby (Eumycota) \| \| \| \| |
|                 |                                                                                              |
| Aphelidiomyceta | afelidie                                                                                     |
|                 | afelidie                                                                                     |
|                 | pravé houby (Eumycota)                                                                       |
|                 |                                                                                              |

| Aphelidiomyceta | afelidie               |
|                 | afelidie               |
|                 | pravé houby (Eumycota) |
|                 |                        |

### Systematika afelidií
V současnosti (2024) jsou popsané čtyři rody v jediném monotypickém řádu a jediné čeledi, s následujícími druhy:
- Řád: Aphelidiales Tedersoo et al., 2018[pozn. 16] syn. Aphelidida B.V. Gromov, 2018[pozn. 17]
  - Čeleď: Aphelidiaceae Tedersoo et al., 2018[pozn. 18] syn. Aphelididae B.V. Gromov, 2000[pozn. 19]
    - Rod (typový): Aphelidium Zopf, 1885[pozn. 20]
      - Druh (typový): Aphelidium deformans Zopf, 1885[pozn. 21]
      - Druh: Aphelidium arduennense Tcvetkova, Zorina, Mamkaeva & Karpov, 2019[pozn. 22]
      - Druh: Aphelidium chaetophorae Scherff., 1925[pozn. 23]
      - Druh: Aphelidium chlorococcorum Fott, 1957[pozn. 24]
      - Druh: Aphelidium collabens Seto, Matsuzawa, Kuno & Kagami, 2020[pozn. 25]
      - Druh: Aphelidium desmodesmi Letcher, 2017[pozn. 26]
      - Druh: Aphelidium insulamus Karpov, Zorina & Moreira, 2020[pozn. 27]
      - Druh: Aphelidium melosirae Scherff., 1925[pozn. 28]
      - Druh: Aphelidium tribonematis Scherff., 1925[pozn. 29]
      - Druh (zpochybněný): Aphelidium lacerans Bruyne, 1890[pozn. 30]

    - Rod: Paraphelidium Karpov et al., 2017[pozn. 31]
      - Druh (typový): Paraphelidium tribonemae Karpov et al., 2017[pozn. 32]
      - Druh: Paraphelidium letcheri Karpov & Torruella, 2017[pozn. 33]

    - Rod: Amoeboaphelidium Scherff., 1925[pozn. 34]
      - Druh (typový): Amoeboaphelidium achnanthis Scherff., 1925[pozn. 35]
      - Druh: Amoeboaphelidium chlorellavorum B.V. Gromov & Mamkaeva, 1968[pozn. 36]
      - Druh: Amoeboaphelidium occidentale Letcher, 2015[pozn. 37]
      - Druh: Amoeboaphelidium protococcorum B.V. Gromov & Mamkaeva, 1968[pozn. 38]
      - Druh: Amoeboaphelidium radiatum B.V. Gromov & Mamkaeva, 1969[pozn. 39]

    - Rod: Pseudaphelidium Schweikert & Schnepf, 1996[pozn. 40]
      - Druh (typový): Pseudaphelidium drebesii Schweikert & Schnepf, 1996[pozn. 41]